# 吉永华
吉永华（1955年3月—），男，汉族，江苏南京人，中华人民共和国药理与毒理学家，曾任民盟上海市委副主委、上海大学生命科学学院副院长、第十一届全国政协委员。

## 生平
2008年，当选第十一届全国政协委员，代表科学技术界，分入第二十九组。